# Область уведомлений

Область уведомлений в Windows 7

Область уведомлений в KDE 4

В вычислительной технике область уведомлений (также системный трей или область состояния) — это часть пользовательского интерфейса, в которой отображаются значки функций системы и программ, которые отсутствуют на рабочем столе, а также время и значок громкости. По умолчанию он расположен в правом нижнем углу или в нижней части панели задач, если закреплен вертикально. Здесь отображаются часы, и приложения могут отображать значки в область уведомлений, чтобы указывать состояние операции или уведомлять пользователя о событии. Например, приложение может отобразить значок принтера в область состояния, чтобы показать, что задание печати выполняется, или приложение драйвера дисплея может обеспечить быстрый доступ к различным разрешениям экрана.

## В Microsoft Windows
Изначально в области уведомлений должны были находиться:
- системные часы Windows;
- «большая четвёрка» иконок: звук, сеть, аккумулятор, PCMCIA (если те присутствуют в системе). В более новых версиях список системных иконок расширили;
- иконка раскладки клавиатуры;
- иконки различных системных событий: печать документа, переполнение диска, ошибки соединения в локальной сети.

Выяснилось, однако, что область уведомлений удобна для различных постоянно работающих программ, предлагавших пользователю быстрый доступ к своим настройкам и командам. Некоторые программы (Winamp) даже помещали туда иконку быстрого запуска. Из-за этого системная панель часто была загромождена значками и почти потеряла свою изначальную роль.
Начиная с Windows Me, область уведомлений стала поддерживать многоцветные иконки. Начиная с версии Windows XP, значки редко используемых программ можно скрывать, освобождая место на панели задач. Увидеть скрытые значки можно, нажав специальную кнопку со стрелкой. В настройках Панели задач можно отключить возможность сворачивания редко используемых значков, а также настроить, какие значки всегда скрывать или всегда отображать.

## Другие среды
В средах для свободных операционных систем вроде GNOME, KDE и Xfce область уведомлений является обычным элементом панели инструментов рабочего стола. Её можно удалить с панели полностью, а также свободно перемещать в пределах панели.
На мобильных платформах наподобие Android область уведомлений также играет ключевую роль (показ уровня заряда батареи, принимаемого сигнала и пр.) и обычно располагается в верхней части экрана.

## Происхождение термина «Системный трей»
В официальной документации Microsoft нет термина system tray. Официальное его название — англ. Taskbar Notification Area (область уведомлений панели задач). System tray (англ. tray — «лоток, поднос») — исторически сложившееся неофициальное название для этого элемента. Одной из причин его возникновения считается системная программа systray.exe в Windows 95, отвечавшая за вывод в область уведомлений некоторых системных значков (регулятора громкости, состояния PCMCIA и аккумулятора ноутбука). После её принудительного закрытия из области уведомлений пропадали эти значки. Кроме того, в интерфейсе Windows 95 область уведомлений и в самом деле выглядит как углубление в панели задач.
По словам системного программиста Microsoft Реймонда Чена, System Tray назывался экспериментальный элемент интерфейса Windows 95, от которого отказались в пользу панели задач. Остатком этого эксперимента и стал файл systray.exe. Даже другие бригады Microsoft называли область «tray».